# پرستار شب (فیلم ایتالیایی)
پرستار شب (ایتالیایی: L'infermiera di notte) یک کمدی سکسی سبک ایتالیایی به کارگردانی ماریانو لائورنتی است که در سال ۱۹۷۹ میلادی منتشر شد.

## بازیگران
- گلوریا گوئیدا
- لینو بانفی
- آلوارو ویتالی
- ماریو کاروتنوتو
- فرانچسکا رومانا کولوتسی
- پائولا سناتوره
- لوچو مونتانارو